# Ctenomys brasiliensis
Ctenomys brasiliensis is een zoogdier uit de familie van de kamratten (Ctenomyidae). De wetenschappelijke naam van de soort werd voor het eerst geldig gepubliceerd door Blainville in 1826.

## Voorkomen
De soort komt voor in het oosten van Brazilië.